# Sofía Buchuck Gil
Sofía Buchuck Gil  (Huayopata, ) es una cantante, compositora y poetisa peruana. Es conocida principalmente por la faceta de cantante. Reside desde 1991 en Londres, en el Reino Unido.

## Vida
De padre judío limeño, y madre cusqueña, Sofía Buchuck nació en un pueblo rural del valle de La Convención. Aprendió el quechua sureño y el castellano como lenguas maternas, que su abuela enseñó desde cuando era muy pequeña. Su padre murió cuando ella tenía ocho años, por lo que migró a Colombia, y luego a Ecuador. Regresó al Perú en 1991, cuando ya estaba involucrada con el canto popular, aunque no profesionalmente. Luego viaja a Londres.
Una vez radicada en Europa, realizó estudios de canto y de etnomusicología en el Reino Unido y México, respectivamente. Se dedica a la música profesionalmente desde 1992. Ha dado conciertos en Italia, Bulgaria, México, Ecuador, Reino Unido y el Perú.

## Trayectoria
Estudió canto en el Morley College, el Conservatorio del City Lit y la Escuela Nacional del Música de la UNAM, en México. Es graduada en estudios latinoamericanos, tiene dos maestrías en historia oral y en estudios culturales, y está diplomada en etnomusicología y literatura latinoamericana.
Soprano de corolatura, es exponente de la música andina y peruana, fusionada con ritmos contemporáneos como el jazz, soul y otros. Es una de las principales intérpretes latinoamericanas migrantes en Europa. Anualmente participa en festivales internacionales de música del Reino Unido como el Thames Festival, BBC Festival, el Wales Festival, Southbank, Birmingham y Festival del pueblo. 
En Inglaterra mantiene una presencia cultural como solista con invitados de admirable talento y dedicación musical como Andrés Prado, José Navarro, Diego Laverde, Kieffer Santander y Julio Humala, entre otros bajo la dirección artística de Chano Díaz Límaco.
En 2005 fue la primera cantante hispana en presentar un concierto en el Royal Opera House de Londres. Fue acreedora al premio a Mejor Artista Latina 2005/06 UK “Excelencia Latina”. Es también activista por los derechos humanos.

## Discografía
- Niña de la Lluvia (2001)
- Everything will be fine (2002) - Álbum colectivo
- Bahareque (2003) - Álbum colectivo
- Todas las voces (2004) - Álbum colectivo
- Violetas (2004)
- Canto de Aves (2005) - Álbum colectivo
- Armadillo music (2006) - Álbum colectivo
- Cantos de agua (2006) - Álbum colectivo
- Killa Raymi (2001)

## Premios
- Premio de plata en Letras Hispanas, España, 2003 (poema ‘Oda al pecado’)
- Premio de plata en el certamen Luces y Sombras de España 2003 (poema ‘América Morena’)
- Premio American Poets, Estados Unidos, 2004 (poema ‘Regreso’)
- Premio de editorial Austral, Australia 2004 (cuento ‘Nosotros los inmigrantes’)
- Premio The Best Children’s History, por la National Children History Society, Reino Unido, 2004 (cuento ‘Sirenas Latinas’)
- Premio a Mejor Artista Latina 2005/06 UK Excelencia Latina.

### Videos
- Killa Raymi
- Despedida
- Tambobambino
- Carnaval de Apurimac

### Radio
- Radio Marma Especial de Sofía Buchuck "Memorias de la Luna" de lunes a viernes, de 3 a 4 p. m..
- Open Air Radio (enlace roto disponible en Internet Archive; véase el historial, la primera versión y la última). Programa "Latidos", programa de la cultura latinoamericana en Londres.

- Datos: Q6131238